# Lesbœufs
Lesboeufs – miejscowość i gmina we Francji, w regionie Hauts-de-France, w departamencie Somma.
Według danych na rok 2011 gminę zamieszkiwały 152 osoby, a gęstość zaludnienia wynosiła 25 osób/km² (wśród 2293 gmin Pikardii Lesboeufs plasuje się na 838. miejscu pod względem liczby ludności, natomiast pod względem powierzchni na miejscu 794.).